# Zayd ibn al-Husayn ibn Ali
Zayd ibn al-Hussayn ibn Alí (1898-1970/1972) fou el quart fill del xerif de la Meca i rei del Hijaz al-Hussayn ibn Alí. Era fill d'una dona circassiana.
Va participar en les primeres etapes de la revolta àrab el 1916 però va participar poc en política. El 1924 va representar al seu pare a la conferència de Kuwait, apadrinada pels britànics, sobre el conflicte entre el Hijaz i el Najd. Després va servir en algunes missions diplomàtiques a la monarquia del seu germà Fàysal I a l'Iraq, fins a l'enderrocament de la monarquia el 1958. Després va viure retirat.